# Нашамгу
Нашамгу (груз. ნაშამგუ) — село в Грузии, на территории Цаленджихского муниципалитета края (мхаре) Самегрело-Верхняя Сванетия.

## География
Село находится в западной части Грузии, к западу от реки Ингури, на расстоянии приблизительно 13 километров (по прямой) к северо-западу от города Цаленджиха, административного центра муниципалитета. Абсолютная высота — 436 метров над уровнем моря.

## Население
По результатам официальной переписи населения 2014 года, в Нашамгу проживало 157 человек (79 мужчин и 78 женщин). В национальной структуре населения грузины составляли 100 %.
| Год  | Население, человек |
| ---- | ------------------ |
| 2002 | 316                |
| 2014 | ↘ 157              |